# Queencard
Queencard是韩国女子组合(G)I-DLE的歌曲，在2023年5月15日由Cube娱乐发行，为该组合第六张迷你专辑《I feel》的主打歌曲。歌曲由成员田小娟作词，並額外與PopTime、Daily、和Likey共同作曲和編曲。歌詞圍繞著接受自己外表的主人公展開，並意識到真正的美麗來自自信，而不是外表。這首歌以“輕鬆”和滑稽的風格傳達，與團體之前發行的專輯相比，在語氣和歌詞上沒有那麼嚴肅。MV和先行曲《Allergy》同樣都於美国洛杉矶取景，部分場景為棚拍。

## 製作名單
以下資訊來源自專輯內頁與High Quality Fish
歌曲
- (G)I-DLE – 主唱
  - 田小娟 – 製作人、詞曲、編曲、和聲
- Kako – 和聲
- Pop Time – 作曲、編曲、鍵盤
- Daily  – 作曲、編曲、鍵盤
- Likey – 作曲、編曲
- Roy – 吉他、貝斯
- Choi Ye Ji – 錄音工程 (Cube Studio)
- Jeong Eun Kyung – 數位剪輯 (Ingrid Studio)
- Kang Seon Young – 錄音工程
- Kwon Nam Woo – 母帶處理
- Yoo Eun Jin – 母帶處理助手

視覺藝術
- Teeun – 編舞
- ShaSha – 編舞
- Son Seung-hee (Samsons) (High Quality Fish) – 音樂錄影帶導演、專案製片經理、剪輯
- High Quality Fish – 執行製作人
- Jungho Kee – 製作人
- Yuchang Lee – 製作統籌
- Bom Lee、Taejung Kim、Chanhyeok Park、Yuseok Joung、Wonseong Yoon – 製作助手
- Jungae Lee、Hui jin Kim、Hongsuk Jang ‐ 藝術總監 (OH!ARTCREW)
- Younghun Jin、Yong Kim、Hyojoon Ahn、Hyeon Heo – 藝術團隊
- Eunwoo Kim – 教練指導  (TOV153 Acting Academy)

## 排行榜
| 排行榜（2023年）               | 最高 排名 |
| ------------------------------ | --------- |
| 全球（告示牌全球二百大單曲榜） | 35        |
| 香港（告示牌）                 | 7         |
| 日本（日本百大單曲榜）         | 49        |
| 日本（Oricon單曲合算榜）       | 39        |
| 馬來西亞（告示牌）             | 10        |
| 馬來西亞（RIM國際歌曲榜）      | 6         |
| 紐西蘭（RMNZ熱門單曲榜）       | 13        |
| 新加坡（RIAS）                 | 3         |
| 韓國（Circle）                 | 1         |
| 台灣（告示牌）                 | 1         |
| 英國（官方榜單公司）           | 13        |
| 美國（告示牌世界單曲銷售榜）   | 9         |
| 越南（越南百強單曲榜）         | 31        |

## 獲獎與提名
(G)I-DLE在第二周打歌後在韓國所有音樂節目皆獲得1位，並拿下該團體第一個音樂節目大滿貫（英語：Grand slam）。
| 節目名稱       | 日期          | 來源   |
| -------------- | ------------- | ------ |
| THE SHOW       | 2023年5月23日 | [ 17 ] |
| Show Champion  | 2023年5月24日 | [ 18 ] |
| M Countdown    | 2023年5月25日 | [ 19 ] |
| 音樂銀行       | 2023年5月26日 | [ 20 ] |
| Show! 音樂中心 | 2023年5月27日 | [ 21 ] |
| Show! 音樂中心 | 2023年6月3日  | [ 22 ] |
| Show! 音樂中心 | 2023年6月10日 | [ 23 ] |
| 人氣歌謠       | 2023年5月28日 | [ 24 ] |
| 人氣歌謠       | 2023年6月4日  | [ 25 ] |
| 人氣歌謠       | 2023年6月11日 | [ 26 ] |